# Le Perray-en-Yvelines
Le Perray-en-Yvelines is een gemeente in het Franse departement Yvelines (regio Île-de-France) en telt 5828 inwoners (1999). De plaats maakt deel uit van het arrondissement Rambouillet.

## Geografie
De oppervlakte van Le Perray-en-Yvelines bedraagt 13,5 km², de bevolkingsdichtheid is 431,7 inwoners per km².
De onderstaande kaart toont de ligging van Le Perray-en-Yvelines met de belangrijkste infrastructuur en aangrenzende gemeenten.

## Demografie
Onderstaande figuur toont het verloop van het inwonertal (bron: INSEE-tellingen).